# Mieczysław Rembiasz
Mieczysław Stanisław Rembiasz (ur. 12 marca 1933 w Skiereszewie, powiat gnieźnieński, zm. 6 lipca 1978 w Puszczykowie) – polski inżynier mechanik, docent Politechniki Poznańskiej i Wyższej Szkoły Inżynierskiej w Koszalinie.

## Życiorys
Pochodził z rodziny chłopskiej, był synem Franciszka i Marii z Łukasików. Okres II wojny światowej spędził wraz z rodziną na wysiedleniu w Myślenicach. Maturę zdał w 1951 w Gimnazjum i Liceum im. Bolesława Chrobrego w Gnieźnie, po czym podjął studia w dziedzinie mechaniki w Szkole Inżynierskiej w Poznaniu. Po ukończeniu studiów (1955) pracował w Kujawskich Zakładach Mechanicznych we Włocławku, a później we Wrocławskich Zakładach Mechanicznych. Od 1957 (równolegle ze studiami drugiego stopnia na Wydziale Mechanizacji Rolnictwa) był asystentem w katedrze technologii napraw samochodów i ciągników Politechniki Poznańskiej; w grudniu 1959 uzyskał dyplom magistra inżyniera mechanika. Z kolei pracował w Poznańskich Zakładach Farmaceutycznych "Chirurgofil" (jako główny mechanik), w Technikum Mechanicznym na Dębcu (jako nauczyciel podstaw konstrukcji maszyn), w Poznańskich Warsztatach Napraw Maszyn Drogowych (jako dyrektor). Był ponadto nauczycielem konstrukcji maszyn drukarskich w Technikum Poligraficznym w Poznaniu.
W lutym 1966 ponownie podjął pracę na Politechnice Poznańskiej, jako starszy asystent w Zakładzie Mechaniki Ośrodków Ciągłych Wydziału Mechanizacji Rolnictwa. Pod opieką Stefana Ziemby (później Włodzimierza Derskiego) przygotował rozprawę Płaski przepływ oleju w łożysku ślizgowym z panewką porowatą, na podstawie której otrzymał stopień doktora nauk technicznych (15 grudnia 1970); ta sama praca została wyróżniona nagrodą rektora Politechniki Poznańskiej w 1972. W latach 1970–1973 Rembiasz był adiunktem w Instytucie Wysokoprężnych Silników Okrętowych i Kolejowych na Wydziale Maszyn Roboczych i Pojazdów, a 1973-1976 – w wyniku konkursu – docentem w Instytucie Techniki Cieplnej i Silników Spalinowych Politechniki Poznańskiej. Od 1976 pracował w Wyższej Szkole Inżynierskiej w Koszalinie (obecnie Politechnika Koszalińska), początkowo jako starszy wykładowca w Zakładzie Maszyn i Urządzeń Rolniczych Instytutu Konstrukcji i Eksploatacji Maszyn, a od stycznia 1978 jako docent. Od marca 1977 kierował Zakładem Budowy Maszyn Rolniczych.
Od 1962 należał do PZPR, był członkiem władz komitetu zakładowego partii na Politechnice Poznańskiej. W Poznaniu wchodził w skład m.in. Wojewódzkiej Rady Postępu Technicznego i Racjonalizacji przy Wojewódzkiej Komisji Związków Zawodowych oraz Poznańskiego Towarzystwa Przyjaciół Nauk (od 1973). Był żonaty z Lucyną z Kozłowiczów (ur. 1940, lekarką), miał córkę. Zmarł na zawał serca w wieku 45 lat, został pochowany na cmentarzu Miłostowo w Poznaniu.
W pracy naukowej zajmował się m.in. zużyciem współpracujących części maszyn i narzędzi skrawających oraz zagadnieniem bezpieczeństwa rozwiązań konstrukcyjnych. Występował jako biegły poznańskiego Sądu Wojewódzkiego w zakresie maszynoznawstwa ogólnego, a także bezpieczeństwa i higieny pracy. Jako biegły występował m.in. po wybuchu w dekstyniarni w Wielkopolskich Zakładach Przemysłu Ziemniaczanego w Luboniu pod Poznaniem (22 lutego 1972); na podstawie badań tego wypadku, a także ponad trzydziestu innych wybuchów i pożarów w zakładach krochmalnianych i dekstyniarniach na świecie od lat 40., Rembiasz przedstawił w pracy O nowych rozwiązaniach konstrukcyjnych niektórych maszyn i urządzeń do produkcji krochmalu w fazie suchej i dekstryny w aspekcie zabezpieczenia przed pożarami i wybuchami (część I 1975, część II 1977) analizę rozwiązań konstrukcyjno-technologicznych maszyn i urządzeń, wskazał również na przyczyny powstawania zagrożeń. Efektem tych badań były zgłoszone dwa patenty oraz nieukończony przewód habilitacyjny na Politechnice Łódzkiej. Łącznie Mieczysław Rembiasz był autorem (lub współautorem) około 30 publikacji naukowych, 7 patentów, około 200 ekspertyz na potrzeby sądu bądź prokuratury. Opracował także skrypt dla studentów politechniki Przewodnik do maszynowego rysunku technicznego (1975, wspólnie z Mieczysławem Starostą i Michałem Urbańskim).
Z prac naukowych można wymienić m.in.:
- Wpływ regeneracji na całkowitą trwałość noży tokarskich NNZa o wymiarach 16x16x140 w zakładach remontowych maszyn poligraficznych (1970)
- Dokładność wykonania elementów na obrabiarkach automatycznych (1971, z Kazimierzem Wieczorowskim i Andrzejem Matuszakiem)
- Wstępne badania nad rozwiązaniami konstrukcyjnymi urządzeń mechanicznych w aspekcie wypadkowości przy pracy (1971)
- Rozwiązania konstrukcyjne i produkcyjne cylindrów wklęsłodrukowych (1972, z Kazimierzem Stępniewskim)
- Podstawowe przesłanki do konstrukcji maszyn i urządzeń w zakładzie dekstryn (1974)
- O pewnym algorytmie analizy pracy łożyska ślizgowego z panewką porowatą (1974, ze Zbigniewem Kierzkowskim)